# Boletim do Museu Nacional de Rio de Janeiro
Boletim do Museu Nacional de Rio de Janeiro (abreviado Bol. Mus. Nac. Rio de Janeiro) fue una revista científica con ilustraciones y descripciones botánicas que fue publicada en Río de Janeiro desde 1923 hasta 1941. Fue reemplazada en 1944 por Boletim do Museu Nacional de Rio de Janeiro. Botanica.